# Донбасс (журнал)
Журнал «Донбасс» — литературно-художественное издание, первый номер вышел в сентябре 1923 года в административном центре Донецкой губернии — Бахмуте, под названием «Забой», в виде литературного приложения к газете «Всероссийская Кочегарка». Первые номера вышли в свет благодаря триумвирату ленинградских писателей: Михаилу Слонимскому, Евгению Шварцу и Николаю Олейникову. Наладив выход издания, ленинградцы покинули Донбасс, а журнал продолжил выходить благодаря усилиям местных авторов.
Именно от даты выхода журнала «Забой» ведётся отсчёт начала литературного движения Донбасса. Именно журнал стал катализатором образования в 1924 году Союза пролетарских писателей «Забой» (позже вошёл в ВАПП).
В 1932 году, в связи с образованием Донецкой области, редакция переехала в новый областной центр — Сталино. Изначально был русскоязычным, но в период украинизации выходил на украинском языке. Одно время существовал как официальный альманах Донецкой областной писательской организации СП СССР под именем «Литературный Донбасс». В 50-х годах альманах снова стал подписным журналом, под именем «Донбасс». Журнал полностью дотационный, с начала 2000-х годов выходит при поддержке Донецкого облсовета ежеквартально. Сейчас является печатным органом Национального союза писателей Украины, произведения публикуются на украинском и русском языках, в основном представляет авторов Донецкого региона. При журнале работает одноимённое издательство. На данный момент[когда?] редактором является Виктор Логачёв.
В 2018 году в Донецке вышли несколько электронных номеров журнала «Донбасс», который хотя и не претендует на преемственность, и издаётся под эгидой СП ДНР, но главным редактором числится Виктор Логачёв.